# Claude Landry
Pour les articles homonymes, voir Landry.
Claude Landry (né en 1955 au Nouveau-Brunswick) est un dentiste et un homme politique canadien, député progressiste-conservateur de Tracadie-Sheila à l'Assemblée législative du Nouveau-Brunswick de 2006 à 2014.

## Biographie
Claude Landry est né le 29 avril 1955 à Tracadie-Sheila, au Nouveau-Brunswick. Il est l'un des huit enfants de Bernadette et Émile Landry. Il a un frère jumeau. Il obtient un diplôme d'études secondaires en 1973 à la Polyvalente W.-Arthur-Losier de Tracadie. Il obtient un diplôme en sciences de la santé en 1976 à l'Université de Moncton puis en doctorat en chirurgie dentaire à l'Université de Montréal en 1982. Il exerce le métier de dentiste dans sa ville natale de 1982 à 1991 et à Néguac de 1991 à 2001.
Il est membre du conseil municipal de Tracadie-Sheila de 1992 à 1995. Il est chef de cabinet du ministre Elvy Robichaud de 2001 à 2006.
Claude Landry est membre du parti progressiste-conservateur du Nouveau-Brunswick. Il est élu à la 56e législature pour représenter la circonscription de Tracadie-Sheila à l'Assemblée législative du Nouveau-Brunswick le 18 septembre 2006, lors de la 56e élection générale. Il siège au Comité permanent des prévisions budgétaires au Comité permanent de modification des lois. Il est porte-parole de l'Opposition officielle dans les domaines liés à l'éducation.
Il est réélu à la 57e législature le 27 septembre 2010, lors de la 57e élection générale.
Il a fait partie du conseil d'administration du Musée historique de Tracadie et du comité de sauvegarde de l'hôpital de Tracadie, en plus d'être chef de mission pour les Jeux de l'Acadie de 1992 à Grand-Sault. Il a aussi été membre de la Coopérative funéraire La Colombe.